# Josué Moyano
Enzo Josué Moyano (San Luis, 15 februari 1989) is een Argentijns wielrenner die anno 2018 rijdt voor Equipo Continental Municipalidad de Pocito.

## Overwinningen
2017
4e etappe Ronde van Uruguay

## Resultaten in voornaamste wedstrijden
| Jaar |  | WK op de weg |
| ---- |  | ------------ |
| 2012 |  | opgave       |
| 2013 |  | opgave       |

## Ploegen
- 2012 –  Caja Rural
- 2013 –  Caja Rural-Seguros RGA
- 2014 –  San Luis Somos Todos
- 2015 –  San Luis Somos Todos
- 2016 –  San Luis Somos Todos
- 2017 –  Equipo Continental Municipalidad de Pocito
- 2018 –  Equipo Continental Municipalidad de Pocito

Díaz · Giacinti · Godoy · Guevara · Juárez · J.A.Lucero · A.Lucero · Martínez · Messineo · Moyano · Murgo · Quiroga · Sartasov · Sosa · Velázquez
Giacinti · Godoy · Guevara · Juárez · J.A.Lucero · A.Lucero · Martínez · Messineo · Mini · Moyano · Murgo · Quiroga · Richeze · Sartasov · Sosa
Bertola · Godoy · Guevara · Lucero · Mini · Moyano · Murgo · Quiroga · Richeze · Sosa · Torres
Atencio · González · Juárez · Julio · Lucero · Moyano · Pereyra · Rivera · D. Tivani · G. Tivani
Arriagada · Atencio · Cobarrubia · González · Lucero · Melivilo · Mendoza · Miranda · Moyano · Pereyra · G. Tivani · D. Tivani